# Edward Wakefield (1er baronnet)
Pour les articles homonymes, voir Wakefield (homonymie).
Edward Birkbeck Wakefield (24 juillet 1903 - 14 janvier 1969) est un fonctionnaire britannique et homme politique du Parti conservateur.

## Biographie
Wakefield est né le 24 juillet 1903 à Kendal, fils de Roger William Wakefield. Il fait ses études à Haileybury et au Trinity College de Cambridge, il rejoint la fonction publique indienne en 1927 et sert au Pendjab, Rajputana, Kâthiâwar, Balouchistan, en Inde centrale, au Tibet et dans le golfe Persique. Il est ministre en chef de l'État de Kalat de 1933 à 1936, de l'État de Nabha de 1939 à 1941 et de l'État de Rewa de 1943 à 1945, et est secrétaire adjoint au département politique de Delhi de 1946 à 1947. Il reçoit une médaille de bronze de la Royal Humane Society en 1936 .
Il est élu député pour Derbyshire Ouest en 1950, conservant le siège jusqu'en 1962. Il occupe une série de poste de whip, d'abord en tant que whip adjoint, de 1954 à 1956; puis en tant que Lord Commissaire au Trésor, (1956-1958); contrôleur de la maison de Sa Majesté, (1958-1959;) vice-chambellan de la maison, (1959-1960); et trésorier de la maison, (1960-1962) .
Il démissionne de la Chambre des communes en 1962, lorsqu'il est nommé commissaire pour Malte, de 1962 à 1964, devenant haut-commissaire de 1964 à 1965 .
Il est nommé Compagnon de l'Ordre de l'Empire indien en 1945, et est créé baronnet de Kendal dans le comté de Westmorland, en 1962 . Son frère, Wavell Wakefield, 1er baron Wakefield de Kendal, est également un homme politique conservateur. Wakefield meurt en janvier 1969, à l'âge de 65 ans, et son fils Humphry Wakefield (2e baronnet) lui succède comme baronnet.